# Diablo (band)
Diablo is een Finse thrashmetalband, opgericht in 1995. De band heette oorspronkelijk Diablo Brothers. Hun albums Mimic47 uit 2006 en Silvër Horizon uit 2015 bereikten de #1 in de Finse albumhitlijsten.

## Bezetting
Oprichters
- Rainer Nygård (zang, gitaar)
- Marko 'Kuula' Utriainen (gitaar)
- Aadolf Virtanen (basgitaar)
- Timo Kemppainen (drums, tot 2000)

Huidige bezetting
- Rainer Nygård (zang, gitaar)
- Marko 'Kuula' Utriainen (gitaar)
- Aadolf Virtanen (basgitaar)
- Heikki Malmberg (drums, sinds 2000)

## Geschiedenis
De oprichters zijn Rainer Nygård (zang, gitaar) en Marko Utriainen (gitaar), die eerder speelde voor de thrashmetalband Armatage. De bassist Aadolf Virtanen (voorheen bij Dehydrated) en de drummer Timo Kemppainen voegden zich bij hen. Na hun drie demo-opnamen bracht de band in 1999 de zelfgefinancierde ep Princess uit, die onmiddellijk een licentie kreeg van het muzieklabel Poko Rekords. In 2000 kwam het eerste album Elegance in Black uit. Het album bevat onder meer een cover van het ABBA-nummer Dancing Queen. Vervolgens speelde Diablo slechts enkele concerten in Finland. Drummer Timo Kemppainen verliet intussen de band en werd vervangen door Heikki Malmberg.
Twee jaar later bracht de band het album Renaissance uit, dat #14 bereikte in de Finse hitlijsten. Als gastmuzikant is de bekende rapper Paleface te horen in Finland. De band maakte hun eerste videoclip voor het nummer Angel. De band speelde toen op vele zomerfestivals in Finland, waaronder op het Tuska Festival in Helsinki. Om financiële redenen en vanwege de beroepen van de muzikanten was er geen landelijke tournee mogelijk. In 2004 brak de band door in Finland met het album Eternium. De videoclip voor de single Read My Scars werd vaak uitgezonden bij de populaire muziekshow Levyraati en hielp de single naar #3 in de hitlijsten. Het album werd uitgebracht op 19 januari 2004 en bereikte ook #3 in de hitlijsten. Dit succes maakte de band voor veel Europese platenmaatschappijen interessant. Het Duitse platenlabel Drakkar Entertainment won uiteindelijk het contract, dat het album in het najaar van 2004 in Duitsland uitbracht.
Op 24 februari 2006 werd hun nieuwe album Mimic47 uitgebracht. Het titelnummer werd in november 2005 als single in Finland uitgebracht en bereikte #1 in de hitlijsten. De bijbehorende video had ook een zeer hoge tv-airplay. Op de B-kant van de single hoor je een cover van het Duran Duran-nummer A View to a Kill. In Finland ging het album rechtstreeks naar #1 in de hitlijsten en verdrong Madonna van de toppositie. De albumtitel Mimic47 verwijst naar een dopingschandaal, waarbij verschillende leden van het Finse Scandinavische skiteam betrokken waren. Het nummer 47 komt overeen met het aantal urinemonsters dat voor verwerking is genomen. In april 2006 verschenen de eerste twee studioalbums voor het eerst in de Duitstalige landen. Tijdens Popkomm 2006 speelde Diablo hun eerste concert buiten Finland. In februari 2007 toerde Diablo voor het eerst in het voorprogramma van Tarot door Duitsland. Op 15 juli 2007 speelde Diablo met HIM als voorprogramma van het Metallica-concert in Helsinki.
Sinds eind januari 2008 heeft de band hun vijfde studioalbum opgenomen in de Fantom studio in Tampere, die in augustus 2008 in Duitsland is uitgebracht. Het album is in Finland uitgebracht door Sakara Records en draagt de naam Icaros. Begin 2009 volgde een tournee met Children of Bodom en Cannibal Corpse. Ondanks deze successen doet elk bandlid regelmatig zijn werk. De drummer Heikki Malmberg verdient zijn brood met drumlessen. Na een lange pauze kwam het zesde studioalbum Silvër Horizon uit in 2015. Het werd uitgebracht op 18 september in Finland, waar het #1 bereikte in de albumhitlijsten. De publicatie in andere Europese landen volgde op 30 oktober 2015. De inhoud van het album is gebaseerd op het sciencefiction epische gedicht Aniara van de Zweedse schrijver Harry Martinson.

## Stijl
De basis voor Diablo's muziek is de klassieke Bay Area thrashmetal. Vooral bands als Metallica, Slayer en Testament hebben een grote invloed op de band. Andere invloeden zijn de deathmetalband Death en de progressieve metalband Queensryche. Sinds het album Eternium zijn er meer moderne invloeden van bands als Machine Head en Fear Factory toegevoegd. Elk Diablo-album bevat een zelfgeschreven nummer, waarvan de titel afkomstig is van een Coroner-nummer. Op deze manier brengt Diablo hulde aan hun geweldige voorbeelden. Een andere traditie is het drukken van het Chuck Schuldiner-citaat "Let the metal flow" in de boekjes van de Diablo-albums. Alle muziek en teksten zijn geschreven door gitaristen Rainer Nygård en Marko Utriainen.

## Discografie

### Demo's
- 1995: Twizted Harmony (als Diablo Brothers)
- 1997: Aggressive Machinery (als Diablo Brothers)
- 1998: Where the Pain Is

### Albums
- 2000: Elegance in Black
- 2002: Renaissance
- 2004: Eternium
- 2006: Mimic47
- 2008: Icaros
- 2015: Silvër Horizon
- 2022: When All the Rivers Are Silent

### Ep's
- 1999: Princess

### Singles
- 2002: Intomesee
- 2003: Read My Scars
- 2005: Mimic47
- 2005: Damien
- 2008: Icaros
- 2008: Chagrin
- 2015: Isolation
- 2019: Grace Under Pressure
- 2020: The Extinctionist
- 2022: The Stranger